# Iris Zscherpe
Iris Zscherpe, née le 7 janvier 1967 à Berlin, est une nageuse allemande ayant représenté la République fédérale allemande.

## Palmarès

### Jeux olympiques
- Los Angeles 1984
  -  Médaille de bronze en 4 × 100 m nage libre[1].

### Championnats d'Europe
- Championnats d'Europe 1983
  -  Médaille de bronze en 4 × 100 m nage libre.
- Championnats d'Europe 1985
  -  Médaille d'argent en 4 × 100 m nage libre.